# Rancho Nuevo de la Cruz
Rancho Nuevo de la Cruz es una localidad del estado mexicano de Guanajuato. Es parte del municipio de Abasolo.

## Demografía
| Gráfica de evolución demográfica |
|                                  |

| Censo | Población |
| ----- | --------- |
| 1900  | 875       |
| 1910  | 360       |
| 1921  | 759       |
| 1930  | 644       |
| 1940  | 874       |
| 1950  | 1 116     |
| 1960  | 1 132     |
| 1970  | 1 425     |
| 1980  | 1 725     |
| 1990  | 2 775     |
| 2000  | 3 070     |
| 2010  | 3 420     |
| 2020  | 4 239     |